# Peter Hans Kolvenbach
Peter Hans Kolvenbach (Druten, Gelderland, Països Baixos, 30 de novembre de 1928 - Beirut, Líban, 26 de novembre de 2016) va ser un jesuïta sacerdot catòlic neerlandès i el 29è Superior General de la Companyia de Jesús.

## Primers anys
Fill de pare alemany i mare italiana, va cursar els estudis de secundària al Col·legi Canisio, especialitzant-se en llengües modernes. Amb vint anys va ingressar a la Companyia de Jesúss, al Noviciat de Mariendaal el setembre de 1948. Després de realitzar els estudis de Filosofia a l'Institut Berchmans de Nimega, és destinat al Líban el 1958. Estudia Teologia a la Universitat de San José de Beirut, on també exerceix com a professor.

## Vida religiosa
Al Líban, es va especialitzar en llengua i literatura armènies, va completar el seu doctorat en Sagrada Teologia a la Universitat de San José a Beirut i fou ordenat sacerdot el 29 de juny de 1961 pel ritu cristià armeni. Al Líban es va fer expert en ecumenisme i al Pròxim Orient.
Kolvenbach va ser un eminent humanista, parlava uns deu idiomes, inclòs l'armeni i el rus. Va ampliar estudis als Països Baixos, França i els Estats Units, on es va especialitzar en teologia espiritual. Del 1968 al 1974 va ser professor de lingüística general i armènia a l'Institut de Llengües Orientals de Beirut. Intel·ligent i de gran humor, va exercir el seu apostolat principalment a Egipte, Síria, Líban i Roma. La barba perilla que portava era mostra de la seva pertinença al ritu armeni (oriental en comunió amb Roma), alhora que ho és del ritu llatí romà.
Del 1974 al 1981 va ser superior dels jesuïtes de la viceprovíncia de l'Orient Mitjà, que abasta Egipte, Síria, Líban i Turquia, i hi va viure circumstàncies dramàtiques, com la guerra civil del Líban o els bombardejos sobre la Universitat de Beirut. Diversos jesuïtes van ser segrestats o assassinats en aquella època. De 1981 fins al dia de l'elecció per a General de la Companyia, el 1983, Kolvenbach va ser rector del Pontifici Institut Oriental de Roma.

## Superior general
Durant la 33a Congregació General de la Companyia de Jesús que va ser convocada per rebre la dimissió del pare Pedro Arrupe malalt, el pare Kolvenbach va ser elegit superior general. L'elecció va tenir lloc el 13 de setembre del 1983.
El 2 de febrer de 2006, el pare Kolvenbach va informar als membres de la Companyia de Jesús que amb el consentiment del papa Benet XVI, pensava dimitir del seu càrrec el 2008, en complir els seus 80 anys, sent la primera vegada a la història que es retirava voluntàriament un general dels jesuïtes. Així, la 35 Congregació General de la Companyia de Jesús es va reunir a Roma el 5 de gener del 2008 per triar un nou superior general i per decidir importants plans apostòlics per a l'ordre dels jesuïtes en els propers anys. Tot i que el superior general dels jesuïtes s'escull per a tota la vida, les Constitucions de l'Ordre permeten a un superior dimitir per raons justes. El seu successor, el palentí Adolfo Nicolás Pachón, va ser elegit el 19 de gener de 2008 pels 217 electors reunits a la 35a Congregació General de la Companyia.